# Jeno Farinon
Jeno Farinon (ca. 1996) is een Belgische schansspringer.

## Levensloop
In augustus 2019 verbeterde hij Belgisch record schansspringen van Rembert Notten met een sprong van 37 meter. vanop een schans in het Oostenrijkse Höhnhart.
Farinon is afkomstig uit Merelbeke.